# Саша Барбул
Саша Барбул (Жабаљ, 1981), српски је машински инжењер, глумац, ромски активиста, режисер и филмски стваралац.

## Биографија
Студирао је право и студије новинарства у Новом Саду.
2001. његова прва представа под називом Рома, а затим је изведена у Жабљу, коју је такође режирао. Од 2001. године Барбул ради на пројектима ромске заједнице у Србији и Аустрији. 2005. године одлази у Беч, где глуми у разним сценским представама: Futur Roma са Николом Радином и Liebesforschung Тине Леиш (2006); 2013. године учествовао је у представи Österreicher, integriert euch!  (Божија забава), Neue Bohemian Gastarbeiteroper (Александар Николић), као и у представама Botschaft von Astoria (Сандра Селимовић) и Die Irre von Chaillot (Манфред Мичалке).
Од 2007. до 2011. године, Барбул је поново живео у Србији због проблема са дозволом боравка у Аустрији. Тамо је снимио свој први документарни филм Газела - привремено склониште од 100-500 година 2009. године заједно са Владаном Јеремићем. Уследили су филмови Bitte nicht vergessen, Amaro Drom - Unser Weg и Roma Boulevard. 2012. године оженио се Матилдом Леко која сада живи у Бечу. Тренутно са Филоменом Грасл ради на породичном портрету у српском ромском насељу.
Барбул је своје прво биоскопско искуство остварио у играном филму Bad Fucking Харалда Сичерица. Његова прва истакнутија улога била је у аустро-немачком криминалистичком филму Das ewige Leben редитеља Волфганга Мурнбергера. Након тога гостовао је у аустријској телевизијској серији 4 Frauen und 1 Todesfall (Волфганг Мурнбергер).
Од фебруара до маја 2015. године, организовао је и први фестивал ромског филма на бечком Стадткину (Opre Roma Film Festival).
Саша Барбул је члан ИРФЦ-а (Међународне комисије за ромски филм) и 'Mindj Panther Roma Armee Fraktion'.